# Logographe (journal)
Pour les articles homonymes, voir Logographe.

Le Logographe, ou Journal de l'Assemblée Nationale ou Journal logographique est un journal national rédigé par des membres de la Société logographique, parmi lesquels Antoine Barnave, Adrien Duport, M. Plocque.

## Historique
Il prend la suite du Journal des États-généraux, déjà dirigé par Étienne Le Hodey de Saultchevreuil, rédacteur et regroupe les informations du Journal de l'Assemblée nationale et celles du Nouvellsite. Le Logographe est officiellement et financièrement soutenu par les frères Lameth. Roger Ducos en assure la direction à partir du tome XVI (avril 1792).
Le 15 novembre 1790, les commissaires de l'Assemblée Nationale, en application du décret du 16 juin 1790, autorisent les membres de la société à s'installer dans la Salle du Manège sur la tribune construite près de celle du président .
Le premier numéro est cependant daté du 27 avril 1791.
La transcription fidèle, selon la rédaction, des propos des orateurs dans le journal apparait comme la cause de l'irritation de certains d'entre eux et la raison de la demande de suspension de l'autorisation d'occuper en permanence une place dans les tribunes. Le 6 octobre 1791, les membres de la Société logographique répliquent sans tarder à cette demande de suspension par une pétition réclamant le maintien de l'autorisation accordée en novembre 1790. Sur une motion de Jean-François Delacroix, l'assemblée décrète qu'elle maintient les membres de la Société en possession de la tribune qui leur a été accordée par l'Assemblée constituante.
Mais Thuriot, porte-parole des adversaires du Logographe et d'autres journaux comme le Journal des débats, qualifiés de journaux « incendiaires, les plus hostiles et absolument contraires aux principes de la révolution française » revient à la charge en juillet 1792. Il est largement soutenu par Lejosne et bien des députés qui applaudissent à leurs propos . Malgré une véhémente protestation de Ducos, rédacteur en chef, le Logographe perd le droit d'occuper la loge derrière le président et son dernier numéro, avec la relation de cette séance, parait le 17 août 1792.
C'est dans cette loge que, quelques jours plus tard, le 10 août 1792, lors de la prise des Tuileries, Vergniaud, président de séance, place en sécurité Louis XVI et la famille royale.
Le 18 août, semaine après cet événement, des "notateurs" du Logographe prennent la parole à la barre de l'Assemblée et déclarent qu'ils n'étaient pas d'accord avec ce que l'on appellerait aujourd'hui la ligne éditoriale du journal. Forts de cette déclaration et après débat ils obtiennent provisoirement le droit de prendre des notes dans leur ancien local, sans que l'on sache si celles-ci ont été ensuite reprises par d'autres titres,.

## LogographeetLogotachygraphe
Il ne faut pas confondre Le Logographe avec Le Logotachygraphe, journal créé par F. E. Guiraut, publié du 2 janvier 1793 au 10 mai 1793. Guiraut, ami et voisin d'Antoine-Joseph Gorsas à la Section du Contrat Social, se plaint du manque de considération des commissaires de la salle à l'égard de son titre. Ceux-ci lui refusent en effet l'attribution d'une place réservée dans le nouveau local de la Convention, salle des Machines aux Tuileries, comme c'était le cas précédemment dans la Salle du Manège.
Le risque de confusion est souligné très tôt par des observateurs de la Révolution comme F. M. de Kerverseau et G. Clavelin . Ainsi Louis Blanc dans son récit de la séance du 10 août 1792, s'il distingue bien les deux titres, prête au Logotachygraphe un rôle qu'il ne peut tenir puisqu'il n'est créé que 6 mois plus tard.